# Aleksiej Kuzniecow (sportowiec)
Aleksiej Iwanowicz Kuzniecow (ros. Алексей Иванович Кузнецов, ur. 15 sierpnia 1929 w Waszurice, zm. w 2003) – rosyjski biegacz narciarski reprezentujący Związek Radziecki, brązowy medalista olimpijski oraz dwukrotny medalista mistrzostwa świata.

## Kariera
W reprezentacji ZSRR był już od 1954 roku jednak na igrzyska w Cortinie d’Ampezzo w 1956 r. nie pojechał. Igrzyska olimpijskie w Squaw Valley w 1960 roku były zatem pierwszymi i zarazem ostatnimi w jego karierze. Wspólnie z Anatolijem Szeluchinem, Giennadijem Waganowem i Nikołajem Anikinem wywalczył brązowy medal w sztafecie 4 × 10 km. Jego najlepszym indywidualnym wynikiem na tych igrzyskach było ósme miejsce w biegu na 30 km techniką klasyczną.
W 1954 roku wystartował na mistrzostwach świata w Falun, gdzie wraz z Nikołajem Kozłowem, Fiodorem Tierientjewem i Władimirem Kuzinem wywalczył srebrny medal w sztafecie. Opuścił mistrzostwa świata w Lahti w 1958 roku. Wystartował za to podczas mistrzostw świata w Zakopanem zdobywając brązowy medal w sztafecie. Na kolejnych mistrzostwach już nie startował.
Ponadto Kuzniecow zdobył dwa tytuły mistrza Związku Radzieckiego: w biegu na 50 km w 1960 roku oraz w biegu na 15 km w 1961 roku. Po zakończeniu kariery zawodniczej pracował jako trener biegów narciarskich.

## Osiągnięcia

### Igrzyska olimpijskie
| Miejsce | Dzień     | Rok  | Miejscowość  | Konkurencja             | Czas biegu | Strata   | Zwycięzca         |
| ------- | --------- | ---- | ------------ | ----------------------- | ---------- | -------- | ----------------- |
| 8.      | 19 lutego | 1960 | Squaw Valley | 30 km stylem klasycznym | 1:51:03,9  | +3:20,3  | Sixten Jernberg   |
| 3.      | 25 lutego | 1960 | Squaw Valley | Sztafeta 4 × 10 km      | 2:08:33,5  | +2:36,0  | Finlandia         |
| 15.     | 27 lutego | 1960 | Squaw Valley | 50 km stylem klasycznym | 2:59:06,3  | +12:40,7 | Kalevi Hämäläinen |

### Mistrzostwa świata
| Miejsce | Dzień     | Rok  | Miejscowość | Konkurencja             | Czas biegu | Strata  | Zwycięzca        |
| ------- | --------- | ---- | ----------- | ----------------------- | ---------- | ------- | ---------------- |
| 11.     | 17 lutego | 1954 | Falun       | 15 km stylem klasycznym | 55:26      | +2:10   | Veikko Hakulinen |
| 12.     | 14 lutego | 1954 | Falun       | 30 km stylem klasycznym | 1:50:25    | +3:48   | Władimir Kuzin   |
| 2.      | 20 lutego | 1954 | Falun       | Sztafeta 4 × 10 km      | 2:16:47    | +2:10   | Finlandia        |
| 15.     | 18 lutego | 1962 | Zakopane    | 30 km stylem klasycznym | 1:52:39,4  | +4:41,4 | Eero Mäntyranta  |
| 16.     | 20 lutego | 1962 | Zakopane    | 15 km stylem klasycznym | 55:22,8    | +2:55,7 | Assar Rönnlund   |
| 3.      | 22 lutego | 1962 | Zakopane    | Sztafeta 4 × 10 km      | 2:24:39,8  | +1:34,5 | Szwecja          |